# Magvassy Mihály Sportcsarnok
A Magvassy Mihály Sportcsarnok Győr város második legnagyobb befogadóképességű fedett kulturális és sportlétesítménye, amelyet 1976. április 30-án avattak fel. A város sporteseményein kívül, nemzetközi és hazai rendezvények nagy része is a létesítményben zajlik.

## Története
Az 1960-as években két élvonalbeli kézilabda csapata is volt Győr városának, a Győri Fonó FKC és az Rába ETO FKC, ráadásul sikeresen rajtolt a női kézilabda csapat is.
A városvezetésében a 60-as évek végén merült fel, egy fedett sportcsarnok építésének ötlete, hogy méltó helyen játszhassanak a csapatok. 1970. április 10-én Győr Városi Tanácsa jóváhagyta, a Kiskuti ligetben létesítendő Kiállítási és Sportcsarnok beruházását. 1973-ban a 3. Győri Ipari Kiállítás és Vásáron, tombola- és téglajegyeket árusítottak a sportcsarnok építésének támogatására.
1974 végén elkezdődött az építkezés és 1976-ban adták át a létesítményt, ami az ország egyik legmodernebb épülete lett. A létesítményben helyet kapott kondicionálóterem, szauna, tanácsterem és büfé is. Ettől az évtől a sportcsarnok, állandó otthona lett a Rába ETO férfi és női kézilabda csapatainak, illetve a Győri Ipari Kiállítás és Vásárnak.
1995-ben Magyarország és Ausztria közösen rendezte meg a női kézilabda-világbajnokságot, ezért 1994-1995-ben hatalmas felújítást végeztek a csarnokon.
A csarnok számos nagyszabású sporteseménynek és különféle kulturális eseménynek ad otthont. Ilyen például az ovi olimpia, nemzetközi röplabdatorna, tornászbajnokság, különböző zenei koncertek, vallási összejövetelek, vásárok és kiállítások.

## Megközelíthetőség
- Pontos cím: 9027 Győr, Kiskút liget (ETO Park mögött)
- M1-es autópálya felől a 19-es autóúton, majd az 1-es főúton a Centrum felé. Az ETO Park mögött található a létesítmény.
- Busszal a 8-as számú helyi járat, ami a csarnok előtt áll meg.
- GPS: 47°41´52.9´´ ; 17°40´3.74´´

## Kiemelkedő események
- 2014-es női kézilabda-Európa-bajnokság
- 2017. évi nyári európai ifjúsági olimpiai fesztivál (női kézilabda)